# Hochwand
Le Hochwand est une montagne d'une altitude de 2 719 m dans le massif du Wetterstein, en Autriche.

## Géographie

### Topographie
Le Hochwand se situe dans la partie orientale du chaînon de Mieming, au nord de Telfs, dans la vallée de l'Inn. Le flanc sud de la montagne au-dessus de l'Alpltal est caractérisé par un relief accidenté et, dans les régions plus profondes, également par des ceintures de pins de montagne et des pentes d'éboulis, brisées par une falaise rocheuse. Au sud-ouest, le Hochwand est séparé du Hochplattig, le plus haut sommet du chaînon à 2 768 m, par l'Alplscharte, haut de 2 317 m. Au nord-ouest se situe le Schwarbachkar, au nord et au nord-est, la haute paroi avec des parois rocheuses pouvant atteindre 1 000 m de haut descend en pente raide jusqu'au Gaistal. Au sud-est, une crête traverse le Karkopf, haut de 2 469 m, jusqu'au passage du Niedere Munde (2 059 m), suivi du Hohe Munde (2 662 m).
Devant le sommet principal du Hochwand se trouve un sommet secondaire de 2 715 m de haut à environ 200 m au sud-ouest, qui porte également la croix sommitale.

### Géologie
Comme ses montagnes voisines, le Hochwand est constitué de calcaire du Wetterstein, une roche du Trias. Elle constitue également une grande partie des brèches qui recouvrent le flanc sud. En dessous se trouvent des roches provenant des couches de la formation de Raibl, cependant la dolomie est présente plus profondément.

## Histoire
Le géologue et alpiniste Otto Ampferer réalise la première ascension de la crête sud-ouest le 25 septembre 1897 dans le cadre de ses études géologiques sur le Hochwand.
Le 23 mars 2012, le plus grand éboulement du Tyrol depuis plusieurs décennies se produit sur le versant sud du Hochwand. Les masses rocheuses pénètrent sur plus de deux kilomètres dans l'Alpltal et détruisent la petite centrale électrique de l'Alplhütte.

## Ascension
L'Alplhütte (1 504 m) ou le Strassberghaus (1 191 m) au-dessus de Telfs servent de point de départ pour gravir le Hochwand par la voie normale. L'ascension se déroule sous la forme d'un chemin balisé, qui nécessite cependant également une escalade facile au niveau de difficulté 1, par le flanc sud jusqu'au sommet sud-ouest. Le passage sans chemin vers le sommet principal présente également un niveau de difficulté 1 : la roche est ici très fragile, comme sur la voie normale. Hermann von Barth fait la première ascension le 9 août 1873.
Depuis le Karkopf ou le Niedere Munde, le Hochwand peut être escaladé par l'arête sud-est (niveau de difficulté 2). L'arête sud-ouest de l'Alplscharte est plus exigeante avec une difficulté 3, tout comme des itinéraires traversant les faces ouest et nord-ouest, considérées comme extrêmement fragiles. Des voies d'escalade plus importantes mènent du Gaistal à travers les roches les plus solides de la face nord, comme l'arête nord-ouest (difficulté 4), la face nord à travers le Schnöllkar (difficulté 4), l'arête nord-est (difficulté 4) ou la face nord jusqu'à l'arête nord-est (difficulté 4).
D'autres voies d'escalade traversent le Tote Wand sur le flanc sud, comme la face sud (difficulté 5a) et l'intersection de la face sud (difficulté 4).